# Etnolektus
Az etnolektusok az egyes etnikai csoportok által használt nyelvváltozatok (lektusok). Ilyen például az amerikai fekete bőrű beszélők által használt afroamerikai angol (Ebonics, Afro-American Vernacular English) vagy a Puerto Ricóból betelepült New York-iak nyelve. Az etnolektusok általában kétnyelvű közösségekben jönnek létre, és a formálódásukban a két nyelv közötti interferenciának is szerepe van. Az etnolektusok azonban akkor is fennmaradnak, ha a közösség már alapvetően egynyelvűvé vált, vagyis az etnolektális beszédmód nem interferenciára vagy tökéletlen kétnyelvűségre mutat. A domináns nyelv és az etnolektus „tiszta” megjelenési formái között sokféle átmeneti változat létezik: ezt a folytonosságot fejezi ki az etnolektális kontinuum terminus.